# God Disease
God Disease ist eine finnische Death-Doom- und Death-Metal-Band aus Helsinki, die 2010 gegründet wurde, sich 2012 auflöste und seit 2013 wieder aktiv ist.

## Geschichte
Die Band wurde Ende 2010 gegründet, löste sich zwei Jahre später auf und wurde im Februar 2013 in veränderter Besetzung neu gegründet. Es folgte die Veröffentlichung eines Demos und zweier EPs, letztere wurden 2015 als Kompilation Doom Howler / Abyss Cathedral bei dem französischen Label South from Here Records veröffentlicht, welches die erste Veröffentlichung dieses Labels darstellte. 2017 nahm die Band am Festival Finnish Death Metal Maniacs in Pori teil. Zwei Jahre später wurde das Debütalbum Drifting Towards Inevitable Death bei FDA Records veröffentlicht. Im April und Mai 2020 ging die Gruppe zusammen mit Cryptic Brood auf Tour durch Skandinavien.

## Stil
Im Interview mit Necroaltar von stenchfromthegrave.wordpress.com gab der Bassist Henry Randström an, dass die Lieder meist aus einem Riff von einem der Mitglieder, wobei es sich hierbei meist um Matias Tuohino handele, entstehen. Die Texte seien durch Kriege und das tägliche Geschehen inspiriert.
David Lucido von voicesfromthedarkside.de bezeichnete die Musik der Kompilation Doom Howler / Abyss Cathedral als Death Metal im Stil von Gruppen wie Convulse, Amorphis, Demigod und Adramelech. Das Songwriting der Lieder von Doom Howler bestehe meist aus einem ersten langsamen Teil mit melodischen Gitarrenlicks, gefolgt von einem Bass-Break, dem sich ein schneller Teil mit einem Gitarrensolo anschließe, ehe der Song mit dem ersten langsamen Riff ende. Die Gruppe mache auch gelegentlich in Liedern von Arpeggios Gebrauch. Abyss Cathedral sei die zweite, ältere Hälfte, des Tonträgers. Der Klang gestalte sich roher und dunkler, ansonsten würden sich die Lieder von ihrer Machart kaum von Doom Howler unterscheiden. Jaime Pérez von derselben Plattform fasste den Stil in seiner Rezension des Albums Drifting Towards Inevitable Death als soliden Death Metal zusammen. Er hörte Gemeinsamkeiten zu Grave Miasma und Incantation heraus. Langsame schleppende Riffs, die sich durch das ganze Album zögen, seien charakteristisch für die Veröffentlichung, sodass ein unheilvoller, dunkler und verheerender Charakter entstehe. Andreas Schiffmann vom Rock Hard ordnete das Album dem Death Doom zu. Genreuntypisch setze die Band aber abwechslungsreiche Liedstrukturen ein. Gelegentlich kämen Melodien im Stil des Gitarristen Gregor Mackintosh vor. Den Gesang beschrieb er als sehr tief. Insgesamt verglich er das Album mit Warnings Watching from a Distance, das mit halbem Tempo gespielt werde. Im Interview mit Schiffmann zwei Ausgaben später gab Laaksonen an, dass man den neuen Mitgliedern mehr Freiräume gegeben hat, sich einzubringen, wodurch man das Album nicht so leicht in eine Schublade stecken könne. Insgesamt habe man versucht fortzusetzen, wo man bei Rebirth of Horror aufgehört habe. Den Schreibprozess beschrieb er so, dass meist ein Mitglied eine Idee vorstellt, diese dann gemeinsam ausgearbeitet werde, wobei sich durch Jam-Sessions das Endresultat von der ursprünglichen Idee stark unterscheide. Inhaltlich gehe es auf dem Album um einen Mann, der nicht aus seinen Träumen erwache. Melodien würden auf zukünftigen Alben eine noch größere Rolle haben. Er bestätigte einen Einfluss von Paradise Lost, jedoch sei der von My Dying Bride noch größer. Ansonsten werde die Grupe durch Incantation, Rippikoulu und die frühen Amorphis beeinflusst. Textlich beziehe er seinen Einfluss von H. P. Lovecraft und viktorianischem Horror sowohl in der Literatur als auch im Film.

## Diskografie
- 2013: Crawling Out of the Coffin (Demo, Eigenveröffentlichung)
- 2014: Abyss Cathedral (EP, Cycle of Horror Productions)
- 2015: Doom Howler (EP, Cycle of Horror Productions)
- 2015: Doom Howler / Abyss Cathedral (Kompilation, South From Here Records)
- 2016: Rebirth of Horror (EP, Eigenveröffentlichung)
- 2019: Drifting Towards Inevitable Death (Album, FDA Records)
- 2019: Hymns for Human Extinction (EP, The Other Records)